# Lakalaka
Lakalaka – taniec ludowy z Królestwa Tonga uznawany za taniec narodowy tego kraju.
Pod nazwą Lakalaka: śpiewane oracje z układem choreograficznym (ang. Lakalaka, dances and sung speeches of Tonga) tradycja proklamowana została w 2003 roku arcydziełem ustnego i niematerialnego dziedzictwa ludzkości, a w 2008 roku wpisana na listę reprezentatywną niematerialnego dziedzictwa kulturowego ludzkości.

## Charakterystyka
Lakalaka jest nie tylko tańcem, ale także połączeniem choreografii, oratorstwa oraz polifonii wokalnej i instrumentalnej. Tradycja jest szeroko rozpowszechniona na obszarze całego archipelagu. Przedstawia tematy związane z historią, legendami, wartościami i strukturami społecznymi Tonga i odgrywa ważną rolę również podczas oficjalnych uroczystości, takich jak koronacja monarchy czy rocznice uchwalenia konstytucji. Taniec lakalaka rozwinął się w XIX wieku, najprawdopodobniej z innego polinezyjskiego tańca zwanego meʻelaufola. W XX wieku tradycja przeżyła odrodzenie dzięki wsparciu tongijskiej rodziny królewskiej.
Występy artystyczne trwają około 30 minut, a udział w nich biorą duże, liczące nawet kilkaset osób grupy. Uczestnicy ustawiają się w rzędach – mężczyźni po stronie prawej, a kobiety po stronie lewej – w kolejności uporządkowanej według statusu społecznego. Pośrodku pierwszego rzędu na linii podziału między obiema płciami stoi vahenga – wykonawca centralny. Zawsze jest to osoba wysoka rangą, kojarzona z tancerzami, nosząca unikatowy strój. Mężczyźni podczas tańca wykonują szybkie, energiczne ruchy, kobiety natomiast poruszają się wolno i z gracją, koordynując kroki z eleganckimi gestami rąk. Do tej charakterystycznej cechy odnosi się nazwa tańca lakalaka, która oznacza w języku tonga „kroczyć żwawo lub ostrożnie”. Obie grupy artystów w trakcie tańca klaszczą i śpiewają, nieraz z akompaniamentem chóru. Tancerze noszą tradycyjne stroje nazywane tupenu, ozdobne bransolety, girlandy z kwiatów na szyi oraz tekiteki (nakrycie głowy wykonane z piór).
Śpiew polifoniczny połączony ze zsynchronizowanym ruchami tanecznymi setek osób tworzy efektowny spektakl. Ważną rolę w jego tworzeniu odgrywa punake, który jest jednocześnie poetą, kompozytorem, choreografem i reżyserem wydarzenia i według tradycji powinien stale uaktualniać repertuar lakalaka.
Współcześnie tradycja lakalaka wykonywana jest już rzadziej, a młodzi twórcy mają tendencję do odtwarzania istniejącego repertuaru, zamiast tworzenia nowych kompozycji.